# Karin Kadenbach
Karin Kadenbach, née le 19 avril 1958 à Vienne, est une députée européenne autrichienne. Elle est membre du Parti social-démocrate d'Autriche.

## Biographie
Elle est députée au Landtag de Basse-Autriche de 2001 à 2007 et en 2008-2009.
Elle est élue députée européenne lors des élections européennes de 2009, et réélue en 2014. Elle y siège au sein de l'Alliance progressiste des socialistes et démocrates au Parlement européen. 
Elle est membre depuis 2009 de la commission de l'environnement, de la santé publique et de la sécurité alimentaire. Entre 2009 à 2014, elle siège au sein de la Délégation pour les relations avec les pays de l'Asie du Sud, et de 2013 et 2014 au sein de la Délégation pour les relations avec les États-Unis.